# Night Mail (film)
Night Mail is een Britse documentairefilm uit 1936, geregisseerd door Harry Watt en Basil Wright. De film, een productie van de GPO Film Unit, gaat over de posttrein van de London, Midland and Scottish Railway (LMS). Het commentaar wordt geleverd door John Grierson en Stuart Legg. De Braziliaanse filmmaker Alberto Cavalcanti was verantwoordelijk voor het geluid.

## Inhoud
De documentaire is een geromantiseerde vertoning van de postbezorging door destijds het Travelling Post Office door middel van een speciale posttrein tussen Londen en Schotland. Men ziet hoe op weg naar Schotland de post wordt verzameld, gesorteerd, en uiteindelijk bezorgd.
Het beeld wordt begeleid door muziek van Benjamin Britten en een gedicht van W.H. Auden. De verteller past de snelheid waarmee hij het gedicht voordraagt aan naarmate de trein versnelt of vertraagt.

## Rolverdeling
| Acteur        | Personage                   |
| ------------- | --------------------------- |
| Arthur Clark  | machinist                   |
| John Grierson | verteller                   |
| Stuart Legg   | verteller                   |
| Robert Rae    | Senior Driver - LMS Railway |

## Achtergrond
Britten en Auden werkten ook samen aan de film The Way to the Sea. 
Bij de productie bleek het niet mogelijk het geluid van een echte posttrein die over het spoor rijdt realistisch op te nemen, dus werd een modeltrein gebruikt. De scènes in de posttrein, waar onder andere de post tijdens de rit wordt gesorteerd, zijn grotendeels in een studio opgenomen.  
De film kwam 50 jaar na de première in het publiek domein terecht, maar in hoeverre het bijbehorende gedicht ook vrij is van auteursrechten staat nog altijd ter discussie. De filmmuziek werd in 2002 voor het eerst uitgebracht. 
De film diende als inspiratie voor een reclamecampagne van de Britse spoorwegen uit de jaren 80.